# Larry Correia
Pour les articles homonymes, voir Correia.
Œuvres principales
- Série Les Chroniques du Grimnoir
- Série Le Guerrier oublié

Larry Correia, né en 1975 à El Nido en Californie, est un écrivain américain de fantasy et de science-fiction.

## Biographie
En 2013 il lance la campagne de vote infructueuse Sad puppies pour influencer les votes du Prix Hugo,,.

## Œuvres

### UniversMonster Hunters

#### SérieMonster Hunters
1. (en) Monster Hunter International, 2007
2. (en) Monster Hunter Vendetta, 2010
3. (en) Monster Hunter Alpha, 2011
4. (en) Monster Hunter Legion, 2012
5. (en) Monster Hunter Nemesis, 2014
6. (en) Monster Hunter Siege, 2017
7. (en) Monster Hunter Guardian, 2019Écrit avec Sarah A. Hoyt (en).
8. (en) Monster Hunter Bloodlines, 2021

#### SérieMonster Hunter Memoirs
1. (en) Grunge, 2016Écrit avec John Ringo.
2. (en) Sinners, 2016Écrit avec John Ringo.
3. (en) Saints, 2018Écrit avec John Ringo.
4. (en) Fever, 2023Écrit avec Jason Cordova.

#### Anthologies
- (en) The Monster Hunter International Employee's Handbook and Roleplaying Game, 2013Anthologie de sept nouvelles éditée par Larry Correia et Steven S. Long
- (en) The Monster Hunter Files, 2017Anthologie de dix-sept nouvelles éditée par Larry Correia et Bryan Thomas Schmidt

### SérieLes Chroniques du Grimnoir
1. Magie brute, L'Atalante, coll. « La Dentelle du cygne », 2012 ((en) Hard Magic, 2011)
2. Malédiction, L'Atalante, coll. « La Dentelle du cygne », 2013 ((en) Spellbound, 2011)
3. Foudre de guerre, L'Atalante, coll. « La Dentelle du cygne », 2014 ((en) Warbound, 2013)

### SérieDead Six
Cette série est coécrite avec Mike Kupari.
1. (en) Dead Six, 2011
2. (en) Swords of Exodus, 2013
3. (en) Alliance of Shadows, 2016

### UniversWarmachine

#### SérieThe Malcontent
1. (en) Into the Storm, 2013
2. (en) Into the Wild, 2016

### SérieLe Guerrier oublié
1. Le Fils de l'acier noir, L'Atalante, coll. « La Dentelle du cygne », 2017 ((en) Son of the Black Sword, 2015)
2. (en) House of Assassins, 2019
3. (en) Destroyer of Worlds, 2020
4. (en) Tower of Silence, 2023
5. (en) Graveyard of Demons, 2024
6. (en) Heart of the Mountain, 2025

### SérieThe Age of Ravens
1. (en) Servants of War, 2022Écrit avec Steve Diamond.

### Recueil de nouvelles
- (en) Target Rich Environment, Volume 1, 2018
- (en) Target Rich Environment, Volume 2, 2019